# Alanizini
Alanizini es una  tribu de coleópteros polífagos crisomeloideos de la familia Cerambycidae. Comprende un solo género Alanizus con una sola especie: Alanizus tortuosus Di Iorio, 2003